# Laissez-nous vivre
Pour plus de détails, voir Fiche technique et Distribution.
Laissez-nous vivre (Let Us Live) est un film américain réalisé par John Brahm, sorti en 1939.

## Synopsis
À la veille de son mariage avec la serveuse Mary Roberts, le chauffeur de taxi Brick Tennant est interrogé comme suspect de meurtre avec 120 autres chauffeurs, car un taxi a servi de voiture de fuite dans un vol de théâtre dans lequel un homme a été tué. Lorsque l'un des témoins jure que Brick et son ami Joe Linden sont les tueurs, le procureur de district, désireux d'obtenir une condamnation, fait comparaître les chauffeurs de taxi alors même que Brick et Mary se trouvaient dans une église au moment où le braquage a eu lieu. Bien qu'innocents, Brick et Joe sont reconnus coupables et condamnés à mourir sur la chaise électrique. 
Mary, cependant, refuse de perdre espoir, et lorsqu'elle déterre une balle d'un autre vol qui a été tirée avec l'arme du crime, elle convainc le lieutenant de police Everett que les mauvais hommes ont été condamnés. Pour prouver l'innocence de Brick et Joe, Everett et Mary recherchent les vrais coupables. Alors que le moment de son exécution approche, Brick se transforme d'un jeune idéaliste en un homme dont la foi dans le système a été brisée. Le jour de l'exécution, Mary et Everett trouvent enfin les vrais coupables. Le gouverneur pardonne alors à Brick, mais bien que sa vie ait été épargnée, sa foi ne pourra jamais être réparée.

## Fiche technique
- Titre original : Let Us Live
- Titre français : Laissez-nous vivre
- Réalisation : John Brahm
- Scénario : Anthony Veiller et Allen Rivkin
- Photographie : Lucien Ballard
- Montage : Al Clark
- Musique : Karol Rathaus
- Société de production : Columbia Pictures
- Pays d'origine : États-Unis
- Format : Noir et blanc - 1,37:1
- Genre : thriller
- Durée : 68 minutes
- Date de sortie : 1939

## Distribution
- Maureen O'Sullivan : Mary Roberts
- Henry Fonda : 'Brick' Tennant
- Ralph Bellamy : Lieutenant Everett
- Alan Baxter : Joe Linden
- Stanley Ridges : Procureur de district
- Henry Kolker : Chef de la police
- Arthur Loft : Directeur de la prison

Acteurs non crédités
- Tom London : sergent de police
- Emmett Vogan : caissier de la banque